# Villadia pringlei
Villadia pringlei är en fetbladsväxtart som beskrevs av Joseph Nelson Rose. Villadia pringlei ingår i släktet Villadia och familjen fetbladsväxter. Inga underarter finns listade i Catalogue of Life.